# 北印度洋环流

## 位置范围
主要位于北印度洋

## 成因和流向
北印度洋夏季盛行西南季风，带动洋流向东流，形成顺时针的大洋环流。
冬季盛行东北季风，带动洋流向西流，形成逆时针的大洋环流。